# 1992 (canción)
«1992» es la quinta canción del sexto álbum de estudio de la banda de rock británica Blur, 13.
El tema se había grabado originalmente como una demo en 1992 y se perdió hasta que Albarn lo encontró de nuevo en una cinta seis años después.

## Personal
- Damon Albarn: voz, sintetizadores, teclados
- Graham Coxon: guitarra eléctrica, coros
- Alex James: bajo
- Dave Rowntree: batería